# Cortinarius delibutus
Cortinarius delibutus (Elias Magnus Fries, 1838) din încrengătura Basidiomycota, în familia Cortinariaceae și de genul Cortinarius, este o specie de ciuperci comestibile comună care coabitează, fiind un simbiont micoriza (formează micorize pe rădăcinile arborilor). O denumire populară nu este cunoscută. În România, Basarabia și Bucovina de Nord trăiește în grupuri mai mari sau mai mici pe orice sol în pădurile de conifere, de foioase precum în cele mixte.  Intră în simbioză cu diverși arbori, astfel cu aluni, mesteceni, molizi, dar, de asemenea, cu arțari, paltini de munte și plopi tremurători. Apare de la câmpie la munte, din august până în noiembrie.

## Taxonomie

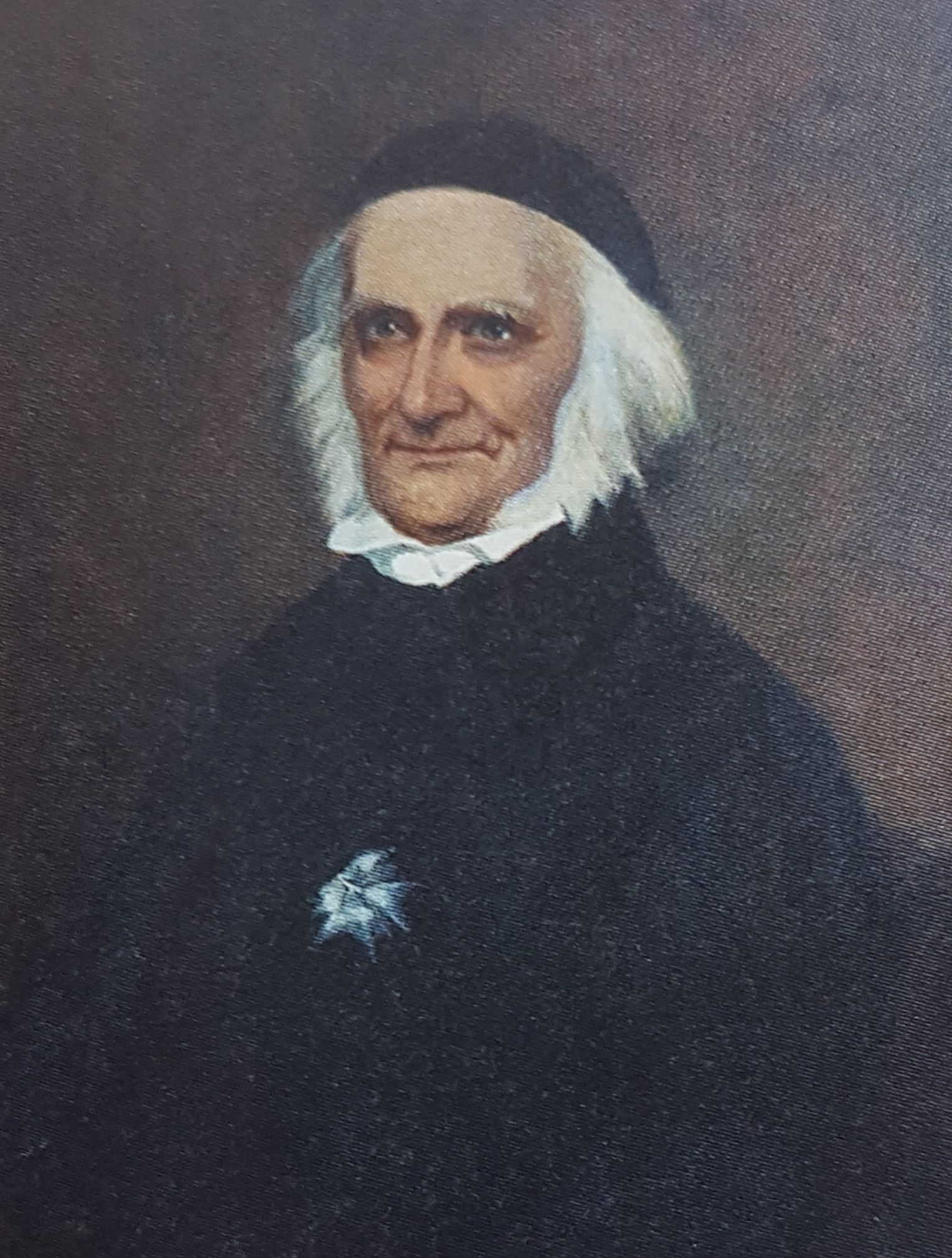
Elias M. Fries

Numele binomial a fost determinat de renumitul savant suedez Elias Magnus Fries, de verificat în cartea sa Epicrisis systematis mycologici, seu synopsis hymenomycetum din 1838, fiind și numele curent valabil (2021).
Toate celelalte încercări de redenumire precum formele și variațiile descrise (vezi o selecție mare în infocasetă) sunt acceptate sinonim.
Epitetul specific este derivat din cuvântul latin (latină delibutus= uns, umezit cu o substanță unsuroasă, miruit), referindu-se la aspectul ciupercii în tinerețe.

## Descriere
- Pălăria: destul de cărnoasă are un diametru între 5 și 8 (10 cm), este la început boltită emisferic cu marginile răsucite înspre interior, devine apoi convexă, formând nu rar o cocoașă ascuțită, nu prea mare, și, în sfârșit, plată, uneori chiar adâncită în centru. Cuticula netedă este preponderent unsuros-vâscoasă, în special în tinerețea buretelui, doar după vreme uscată pentru mai mult timp se arată mat-mătăsoasă. Coloritul pălăriei prezintă diferite nuanțe de galben, ocazional cu un licăr liliaceu către margine, decolorându-se la bătrânețe gri-gălbui.

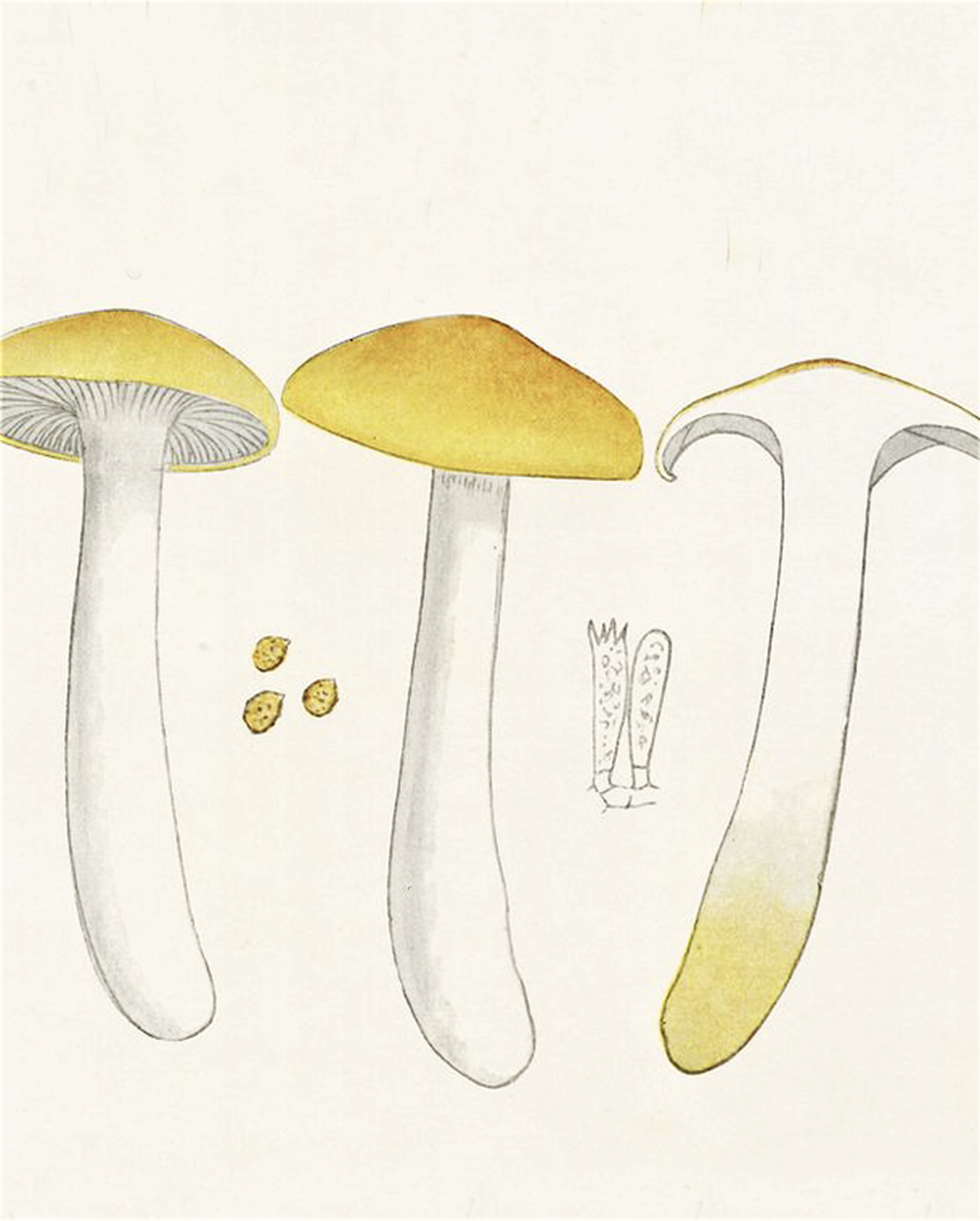
Bresadola - Cortinarius delibutus

- Lamelele: sunt subțiri, aglomerate, slab bombate și intercalate precum aderate strâns la picior, fiind acoperite în tinerețe de o cortină galbenă, formată din fibre foarte fine ca păienjeniș. Muchiile fertile sunt adesea crenate fin. Coloritul este pentru mai mult timp caracteristic gri-violet până violet, devenind apoi gri-brun și în sfârșit brun de scorțișoară.
- Piciorul: solid de până la 8 cm lungime și de 1-1,5 (tânăr 2,5 cm) lățime este inițial destul voluminos și bulbos la bază, dar devine pe măsură ce se alungește în timpul evoluției aproape cilindric și mai zvelt cu baza în formă de măciucă, rămânând plin pe dinăuntru. Suprafața netedă este unsuroasă, spre vârf nu rar vâscoasă cu un cordon mai mult sau mai puțin accentuat la sfârșitul primei treimi (rest al vălului parțial), coloritul fiind inițial albicios, cu nuanțe violacee și nu rar decolorat ocru-gălbui de resturile vălului, devenind apoi crem-albui și spre vârf violet. Nu prezintă un inel.
- Carnea: este compactă, fermă, albicioasă, dar spre vârful piciorului palid gri-albăstruie până gri-brună și spre bază nu rar ocru-gălbuie. Nu se decolorează după tăiere. Mirosul este aproape imperceptibil, slab de ridiche, iar gustul blând și plăcut, unii spun ca de ciuperci.[3][4]
- Caracteristici microscopice: are spori colorați ocru, lat elipsoidali până ovoidali cu un apicol, fin verucoși, granulați pe dinăuntru, cu o mărime de 8-10 x 7-8 microni, pulberea lor având un colorit ruginiu. Basidiile clavate, unele cu o umplutură cristalină, poartă 4 sterigme fiecare și măsoară 25 (29)-30 (41) x 7 (9)-10 (12) microni. Cistidele (elemente sterile situate în stratul himenal sau printre celulele din pielița pălăriei și a piciorului, probabil cu rol de excreție) de aceiași dimensiune au forma de măciucă cu vârfuri rotunjite. Cheilocistidele (elemente sterile situate pe muchia lamelor) preponderent cilindrice seamănă cu basidiolele. Pileocistidele (elemente sterile de pe suprafața pălăriei) în stratul superior de hife (numit ixocutis) sunt intacte, culcate afânat, incolore, dar acoperite cu cristale extracelulare, parțial puternic gelificate în partea mijlocie. Celulele subcuticulei, situate apropiate unele de altele, sunt complet lipsite de pigmenți.[7][8]
- Reacții chimice: carnea și cuticula nici nu se colorează cu hidroxid de potasiu de 40 %.[9]

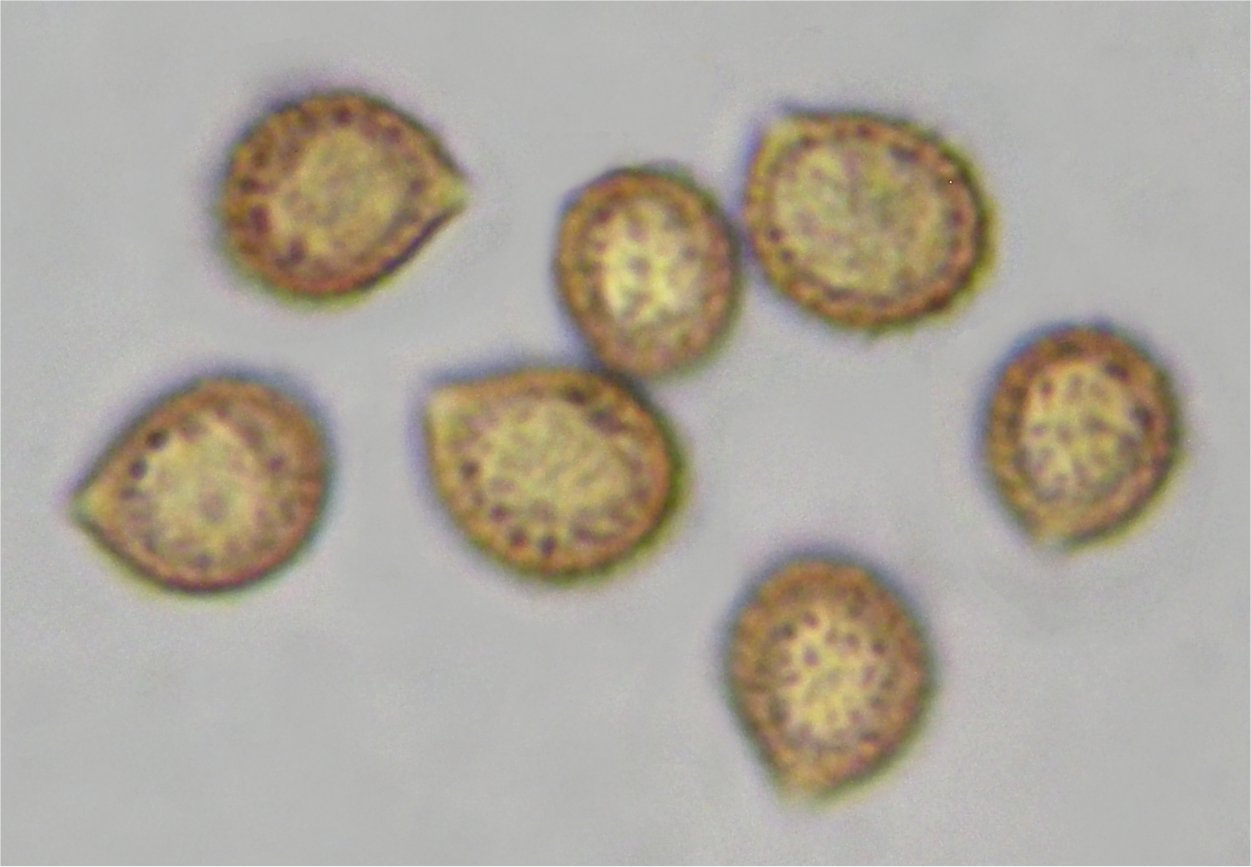
C. delibutus, spori
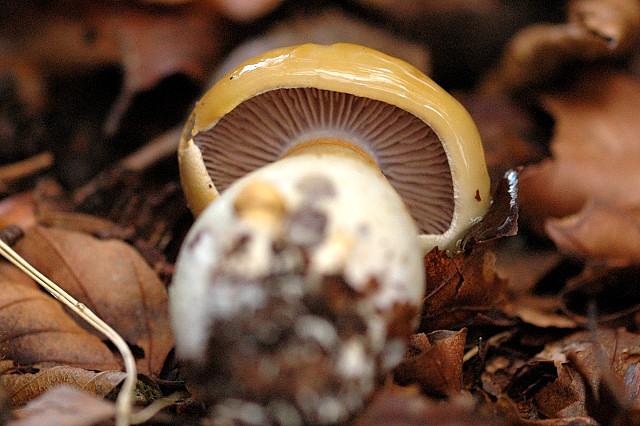
C. delibutus tânăr: lamele și picior
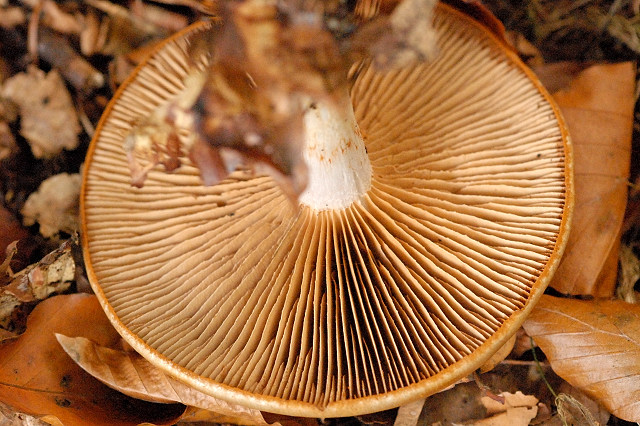
C. delibutus matur: lamele și picior
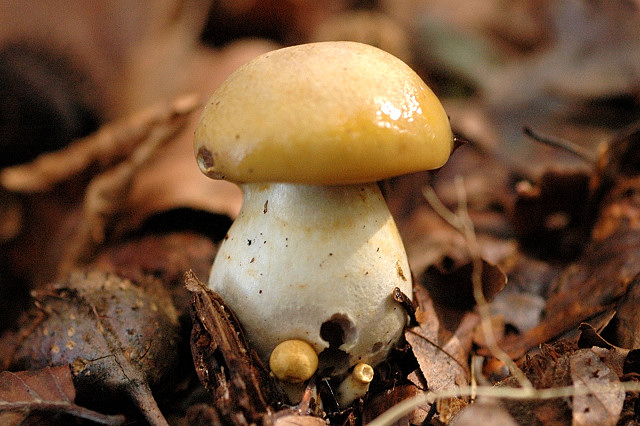
C. delibutus tânăr
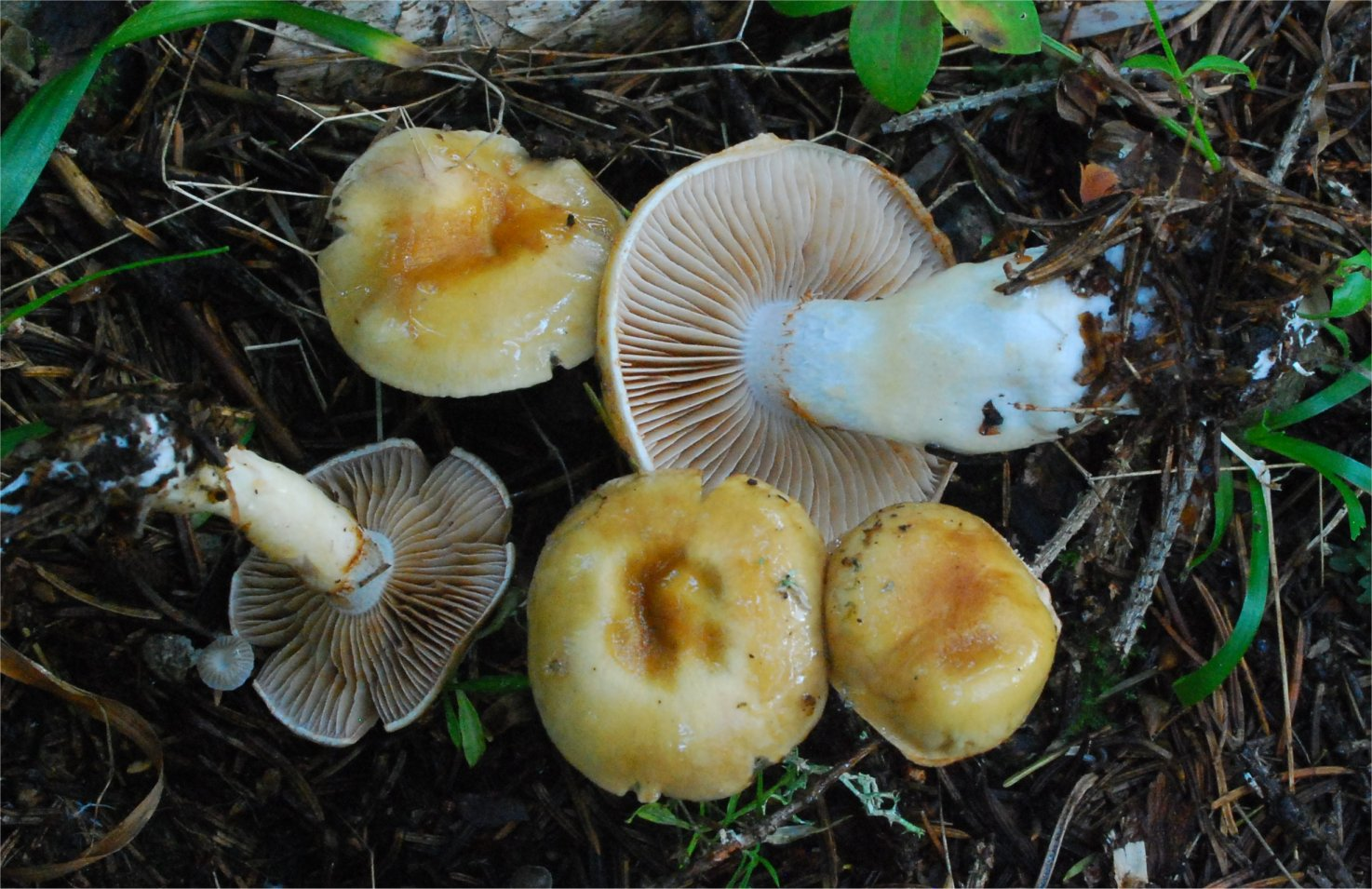
C. delibutus, diverse stadii în evoluție

## Confuzii
Specia poate fi confundată de exemplu cu Cortinarius alboviolaceus (necomestibil),  Cortinarius allutus, (comestibil, miros de miere, gust blând), Cortinarius callisteus (otrăvitor), Cortinarius caninus (comestibil), Cortinarius claricolor (comestibil), Cortinarius elatior (comestibil), Cortinarius largus (necomestibil, miros mai mult sau mai puțin pământos, gust blând), Cortinarius livido-ochraceus (comestibil), Cortinarius mucifluus (comestibil), Cortinarius mucosus (comestibil), Cortinarius multiformis (comestibil, lamele inițial albicioase, apoi cenușii până la maroniu-roșcate și piciorul inițial albicios, apoi ocru deschis), Cortinarius olidus (necomestibil), Cortinarius salor (comestibil), Cortinarius stillatitius (comestibil), Cortinarius talus (comestibil), Cortinarius triumphans sin. Cortinarius crocolitus (comestibil), Cortinarius trivialis (necomestibil), Cortinarius turmalis (necomestibil), Cortinarius varius (comestibil) sau Cortinarius vibratilis (necomestibil, lamele alb-gălbuie la început, apoi maroniu-roșcate și picior alb, inițial acoperit de un văl lipicios, foarte amar).

## Specii asemănătoare în imagini

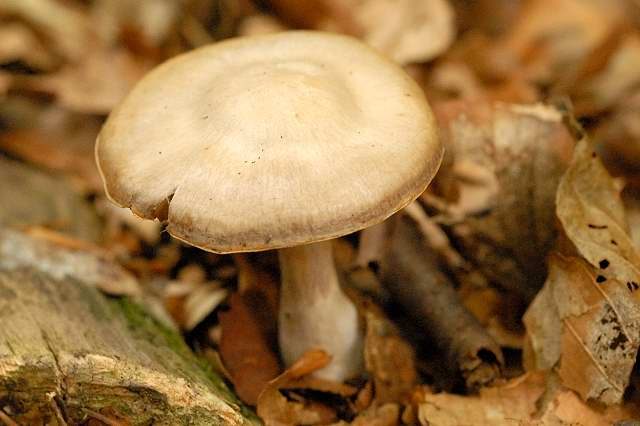
!Cortinarius alboviolaceus!
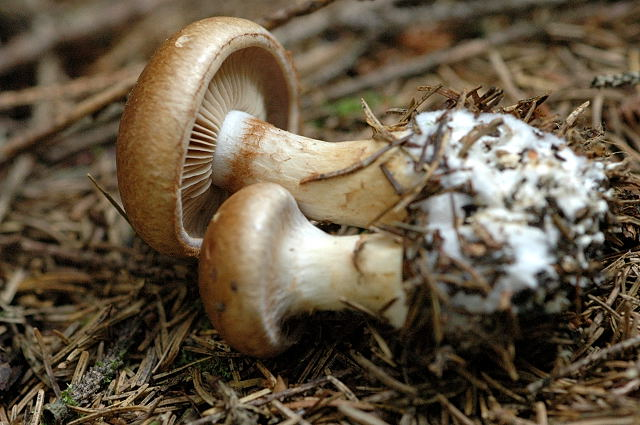
Cortinarius allutus
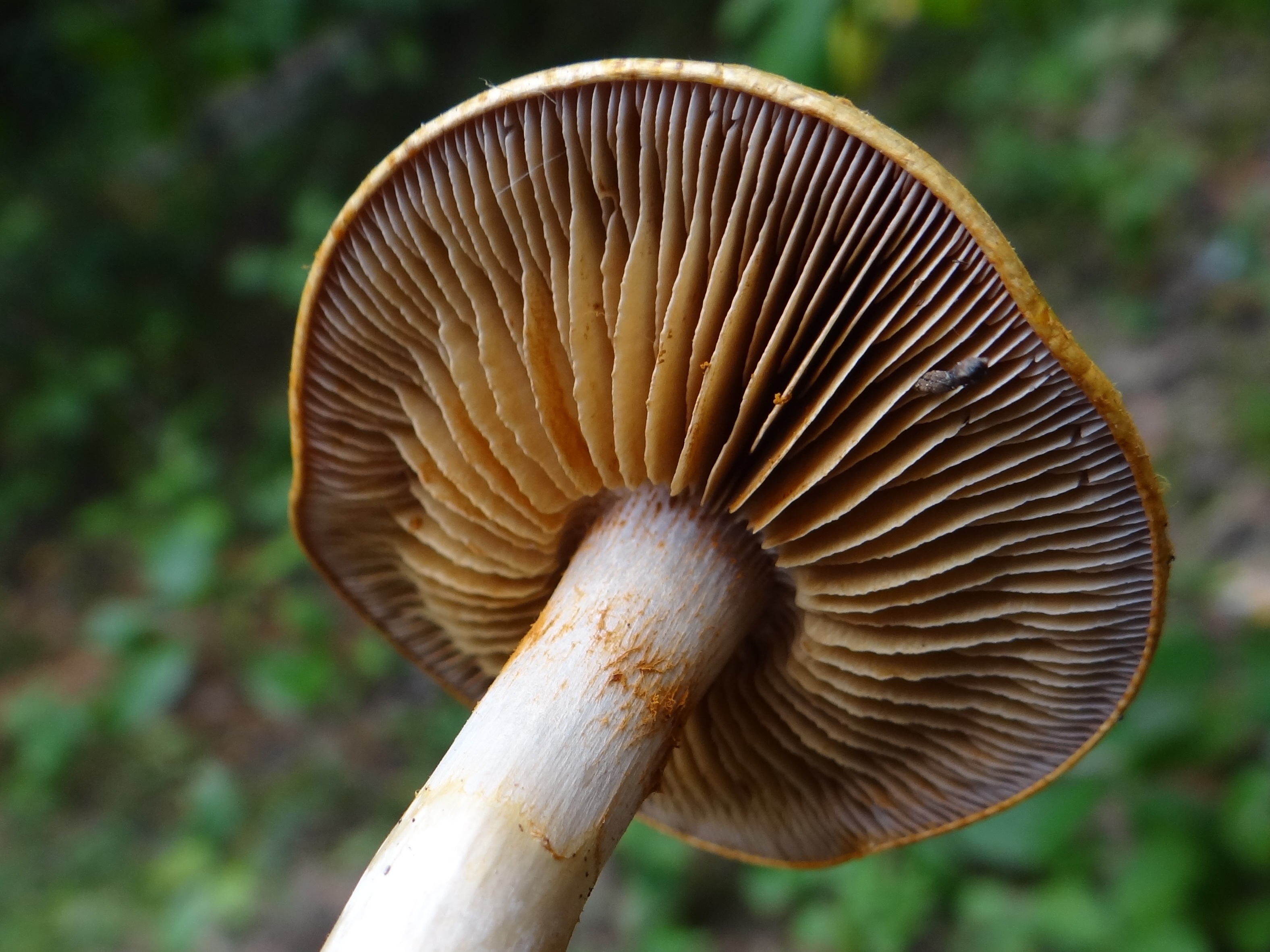
!!Cortinarius callisteus!!
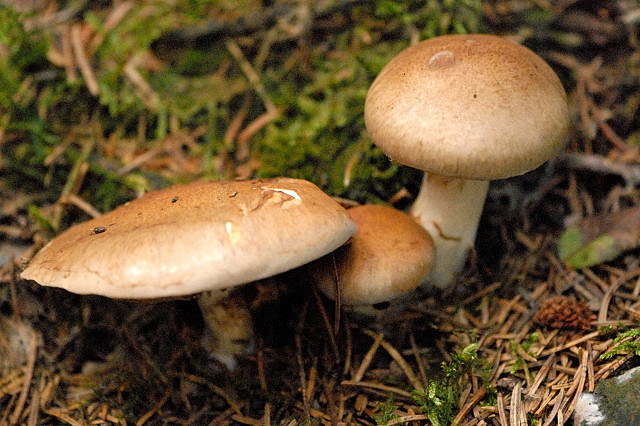
Cortinarius.caninus
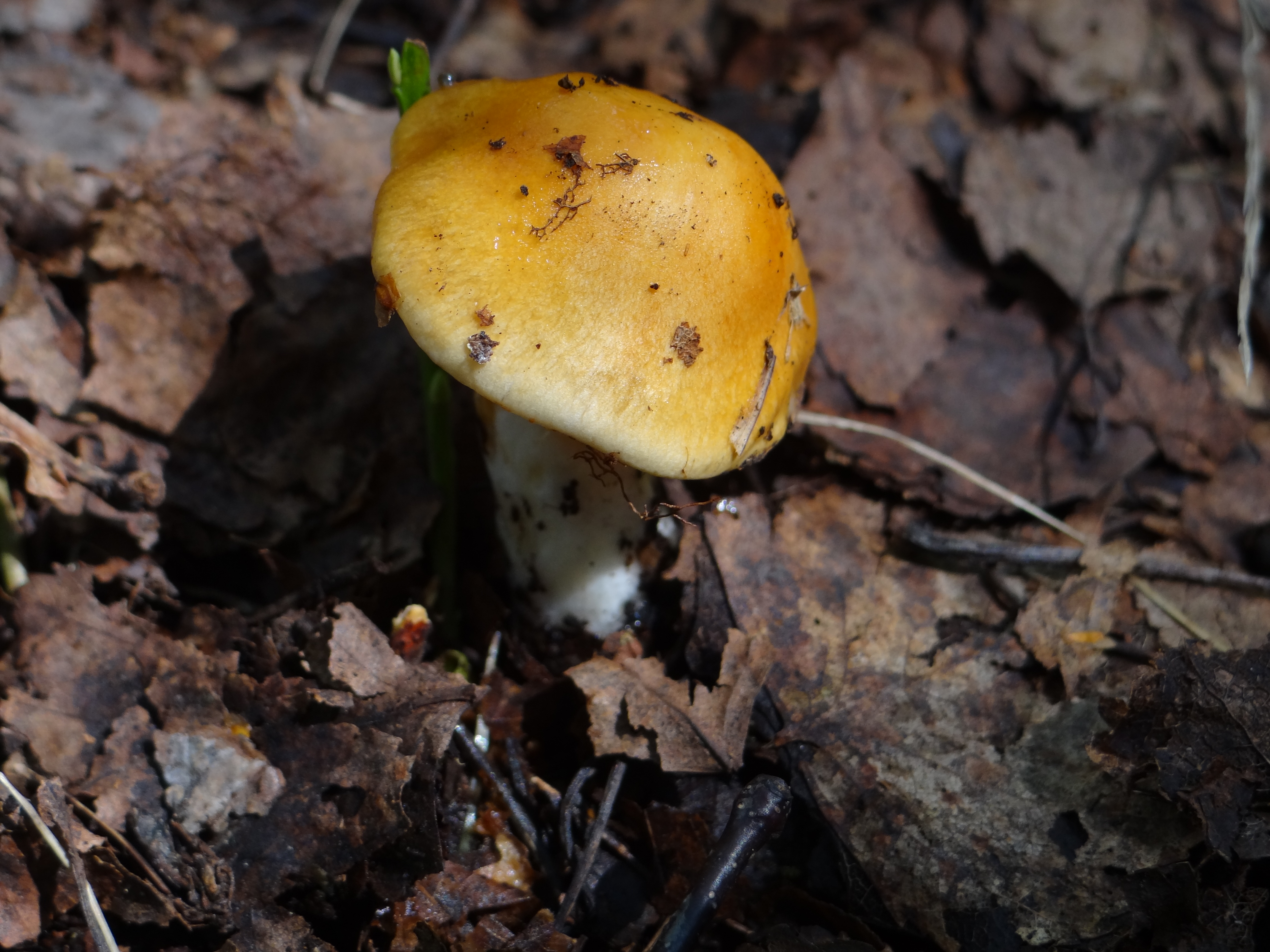
Cortinarius claricolor
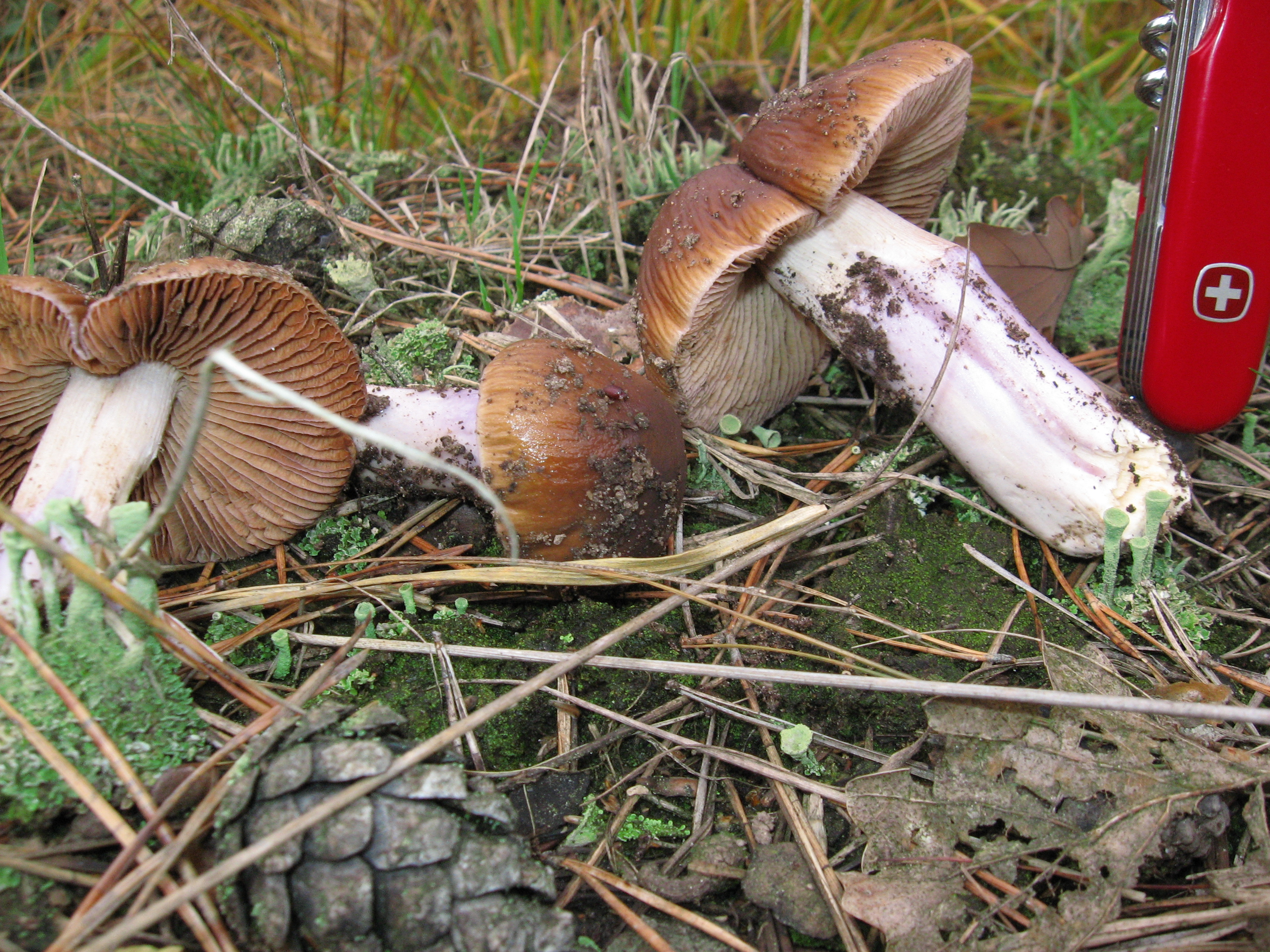
Cortinarius elatior

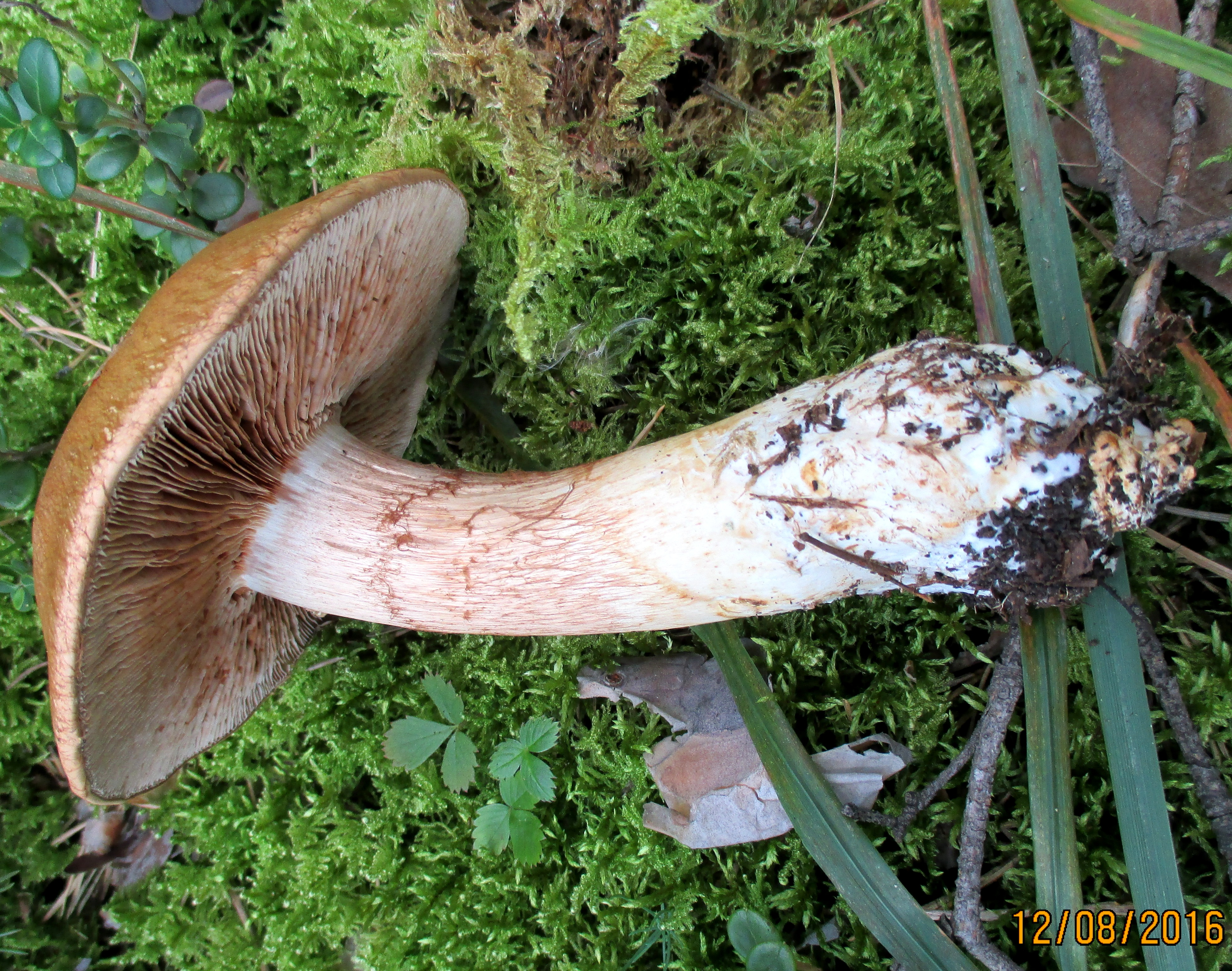
!Cortinarius largus!
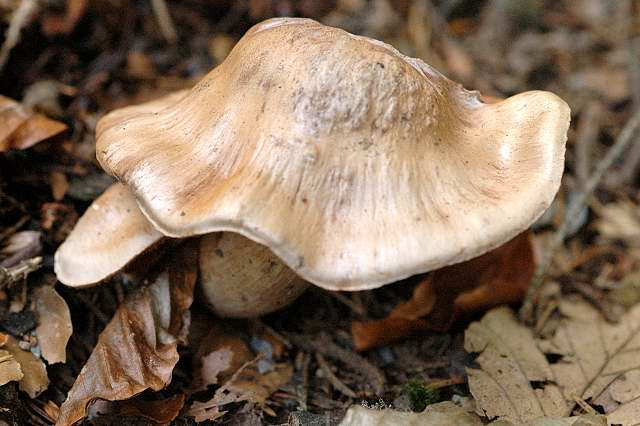
Cortinarius livido-ochraceus
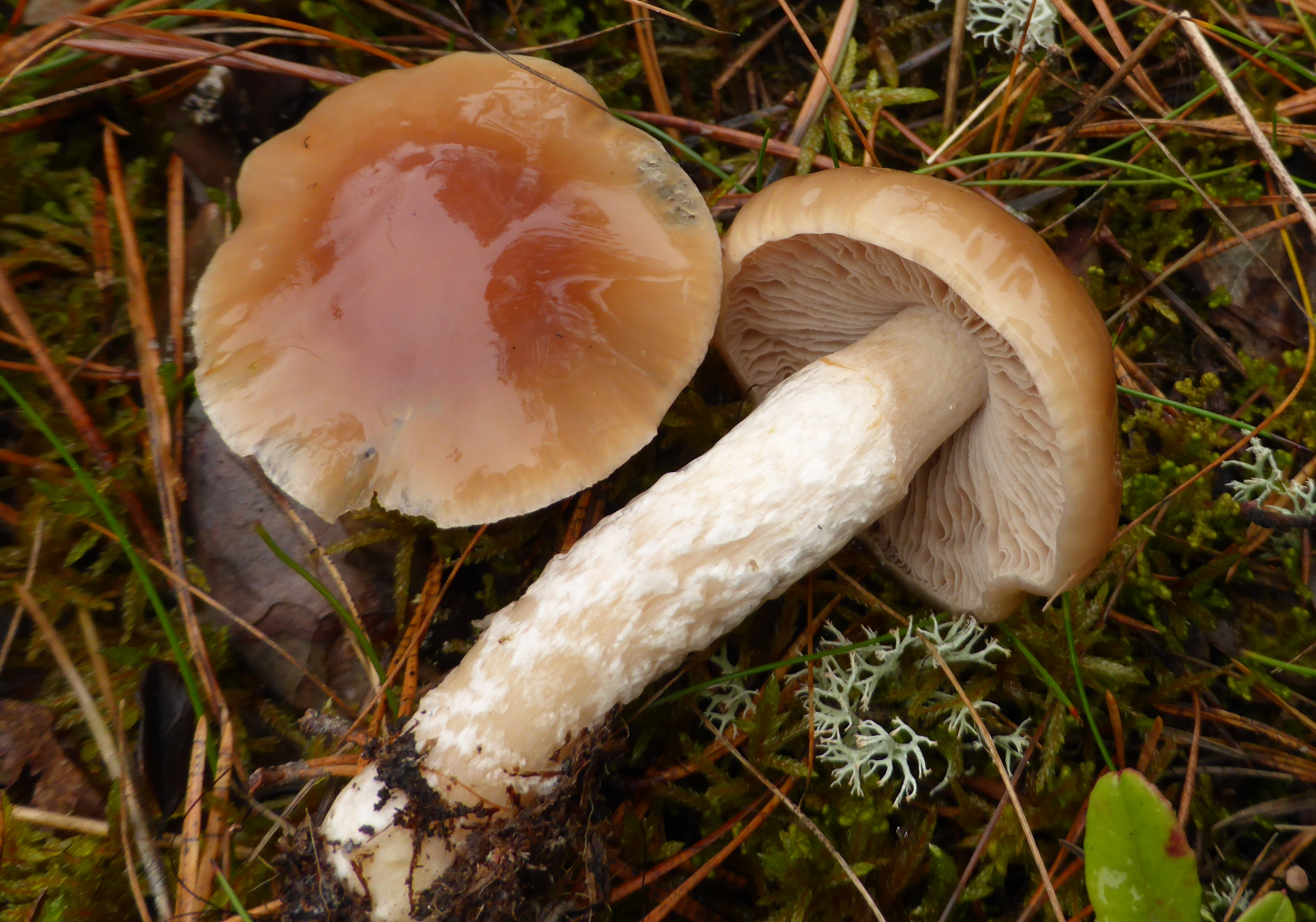
Cortinarius mucifluus
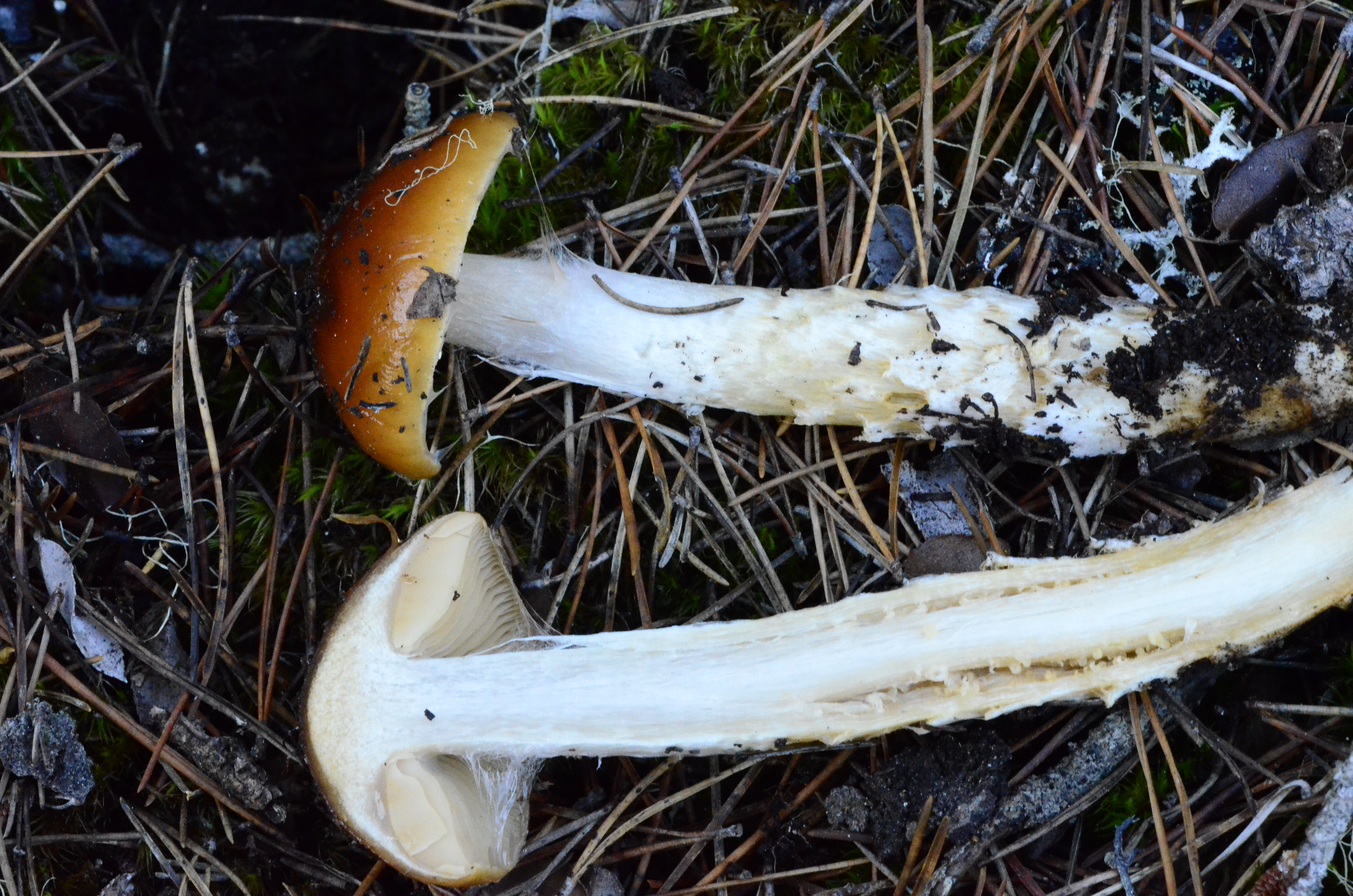
Cortinarius mucosus
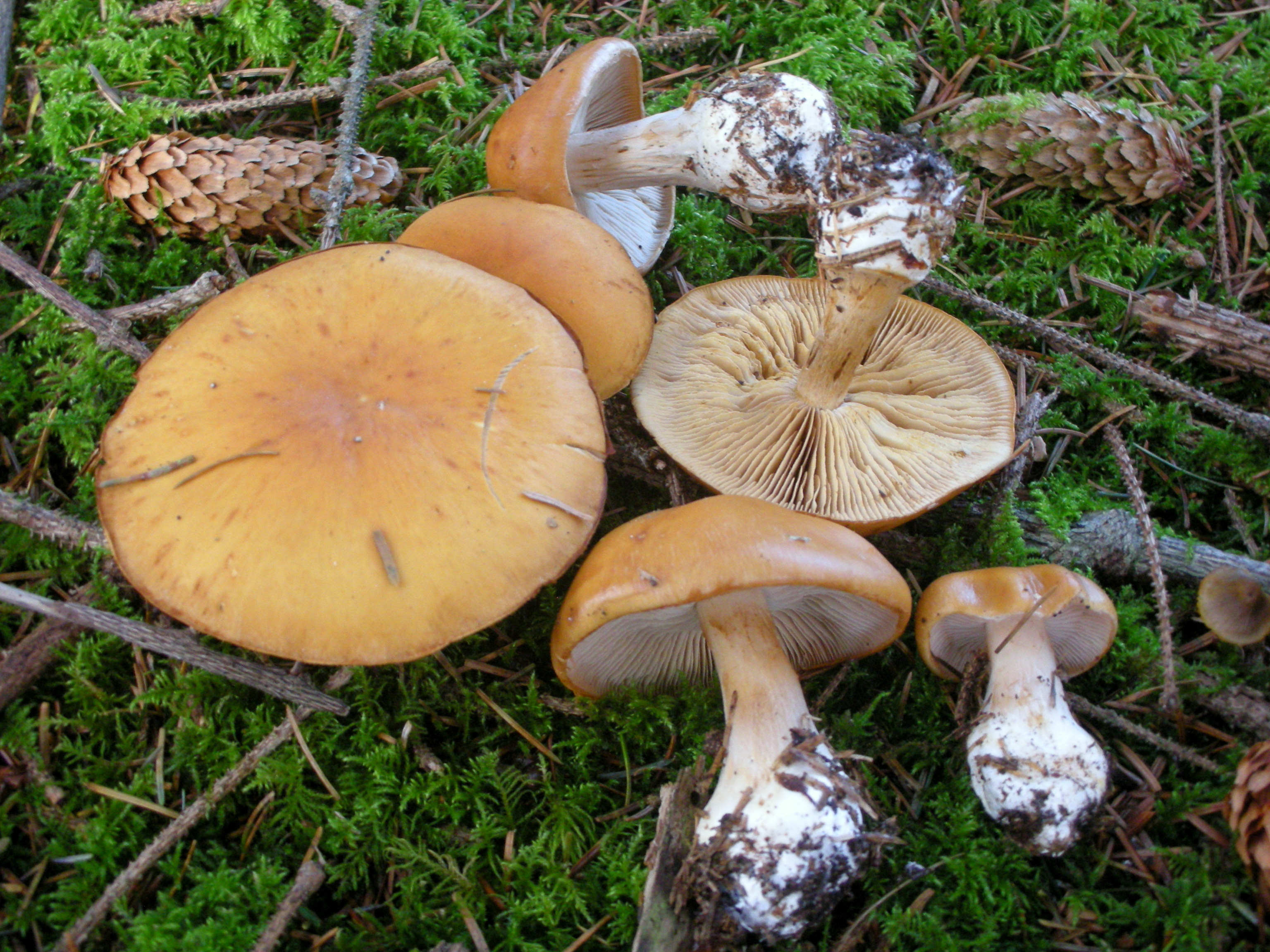
Cortinarius multiformis

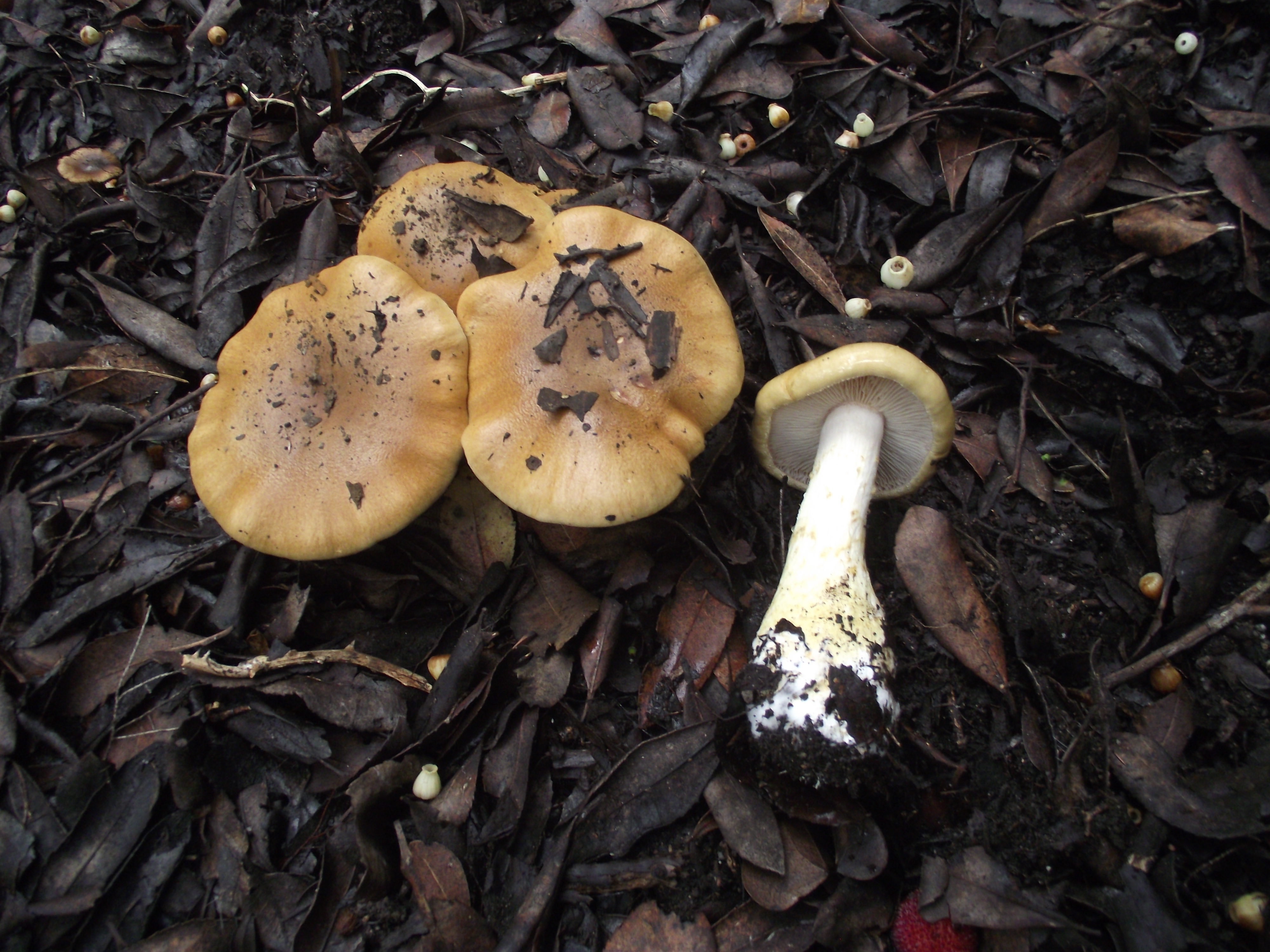
!Cortinarius olidus!
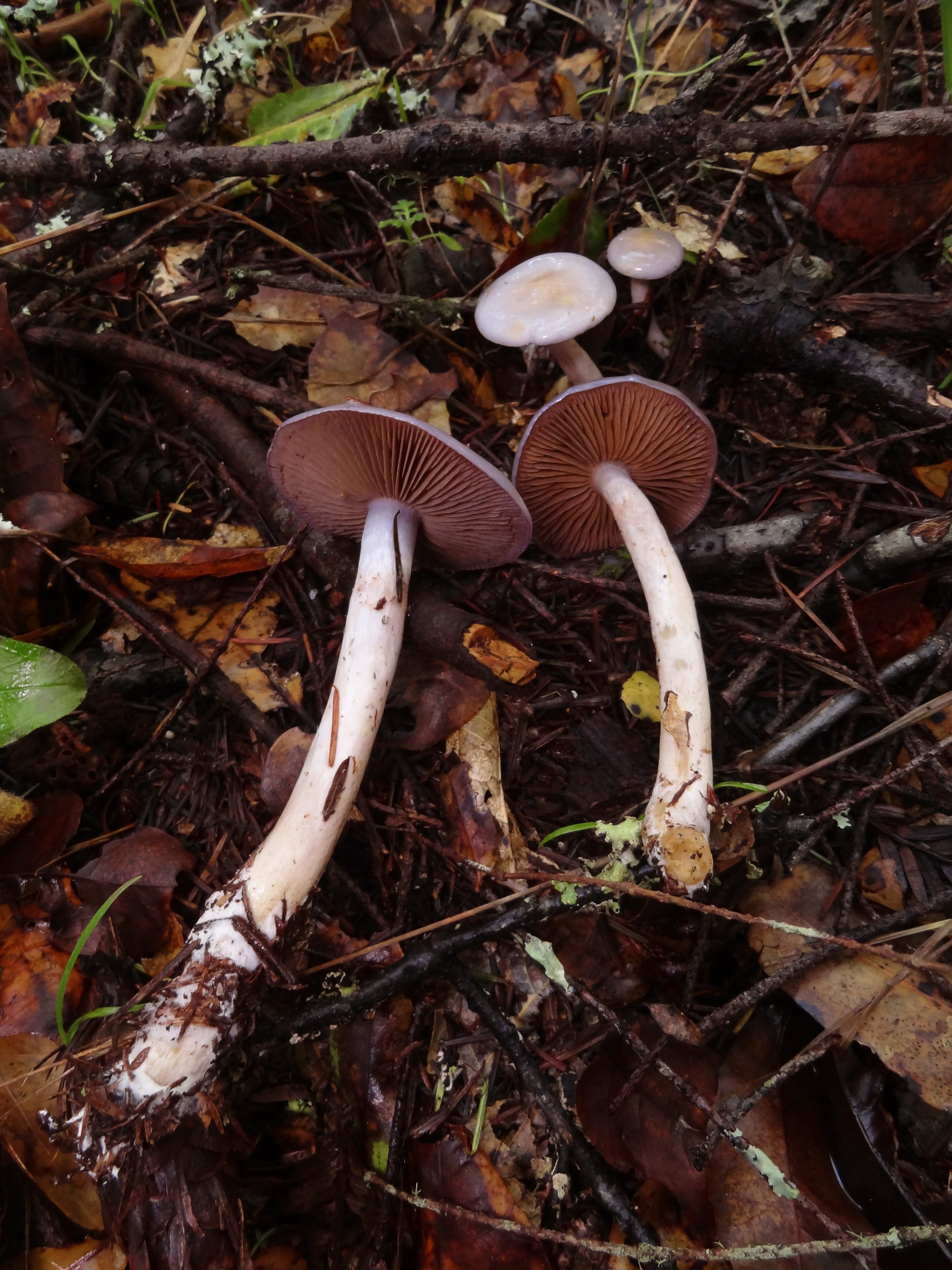
Cortinarius salor
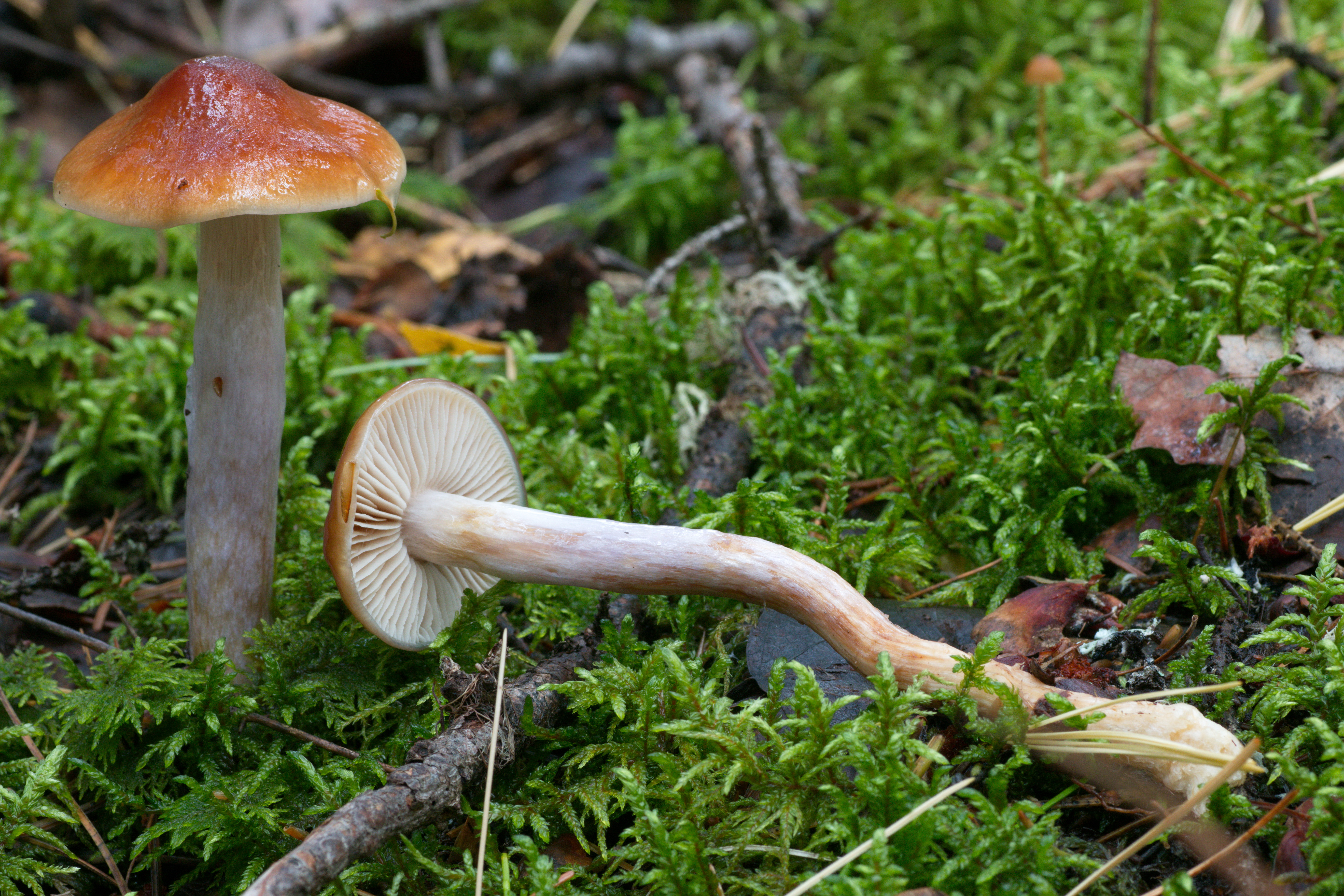
Cortinarius stillatitius
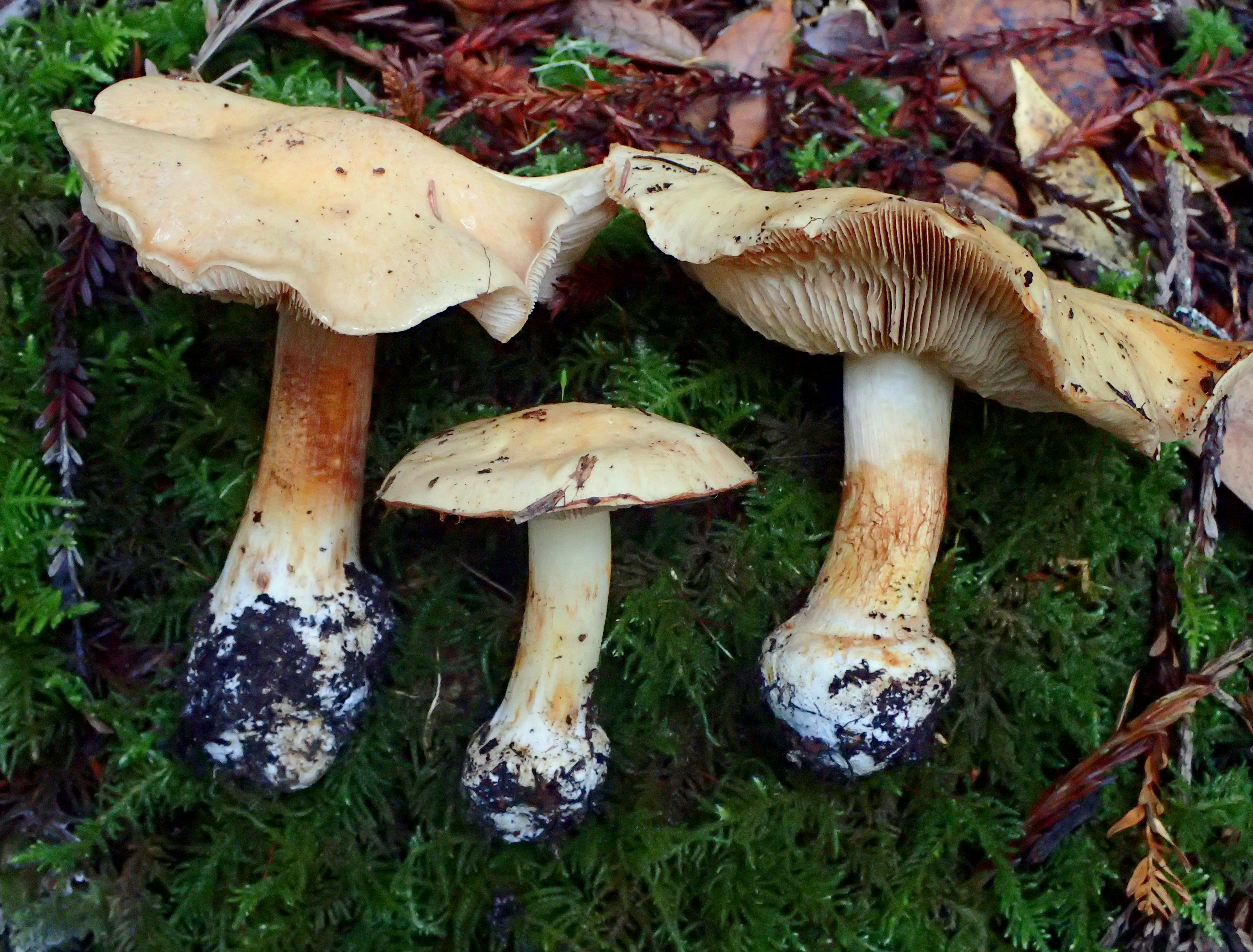
Cortinarius talus
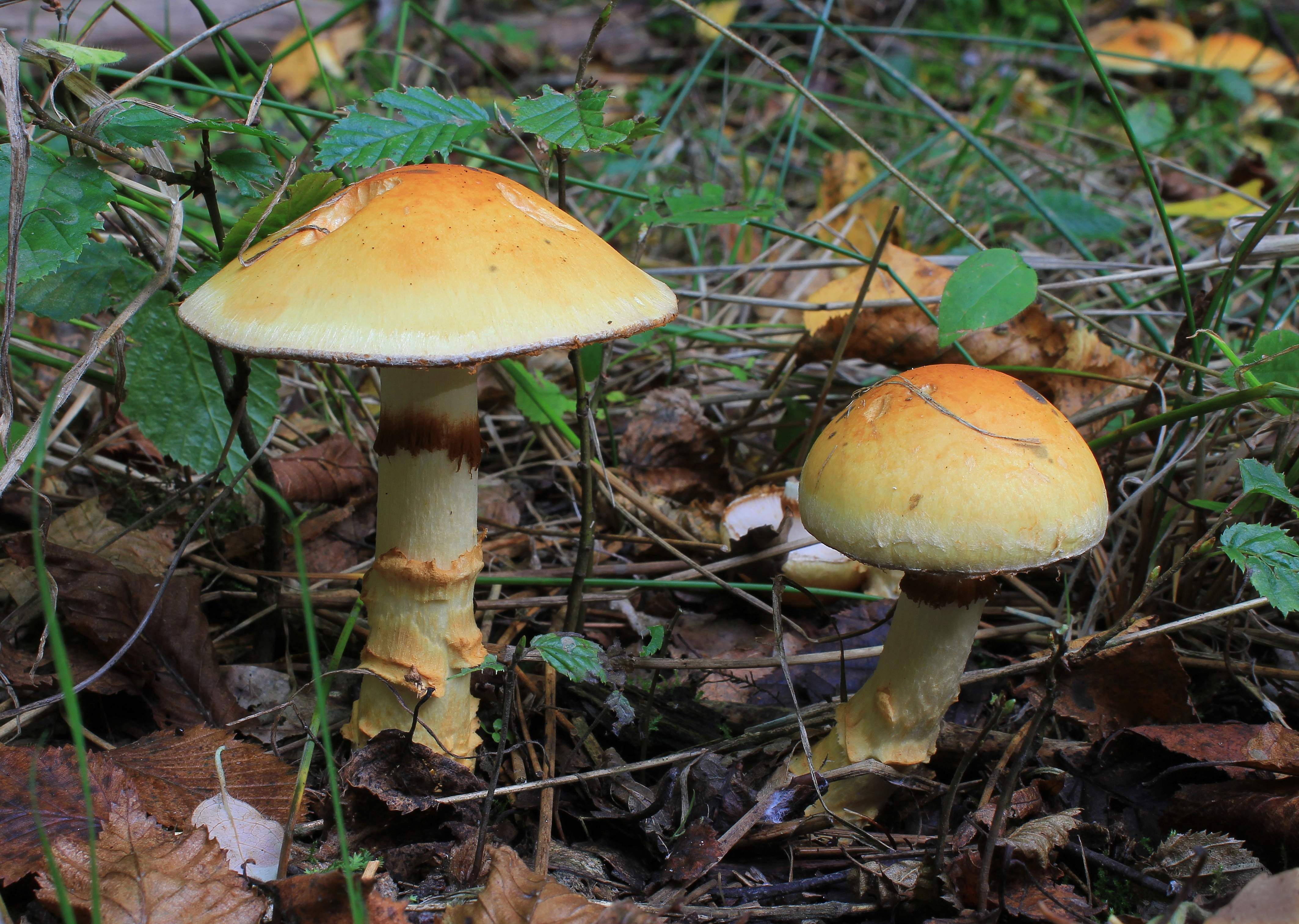
Cortinarius triumphans

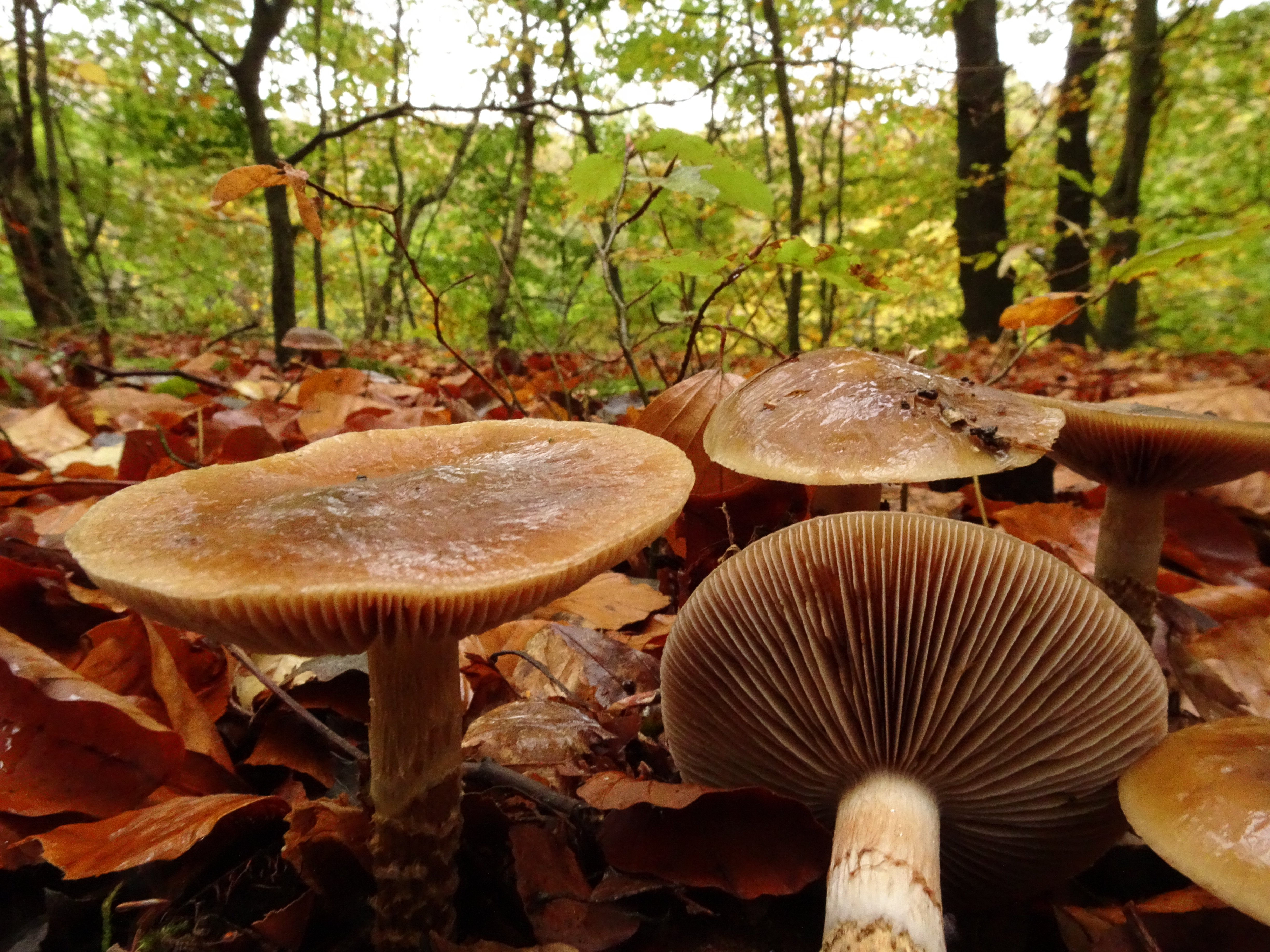
!Cortinarius trivialis!
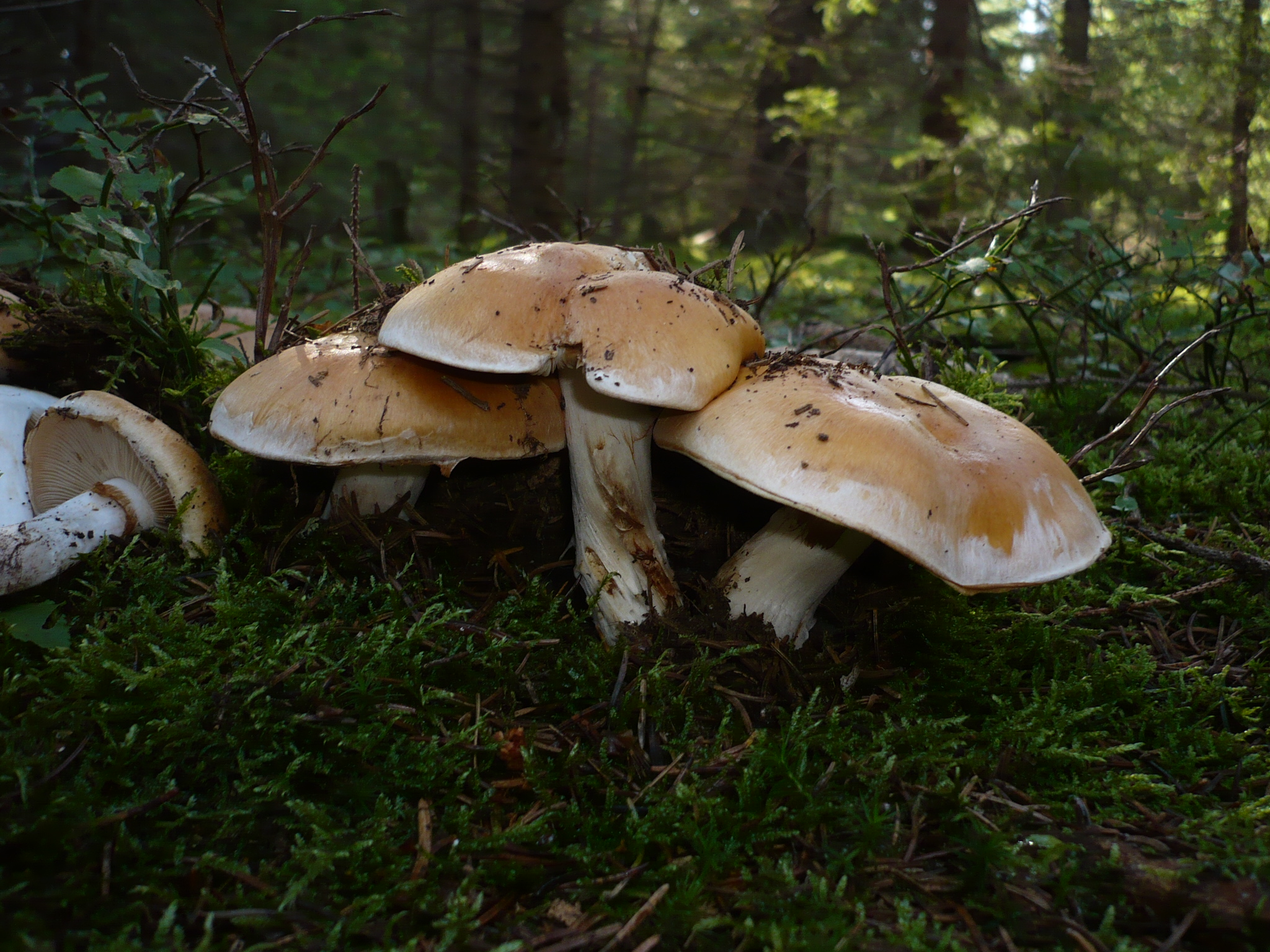
!Cortinarus turmalis!
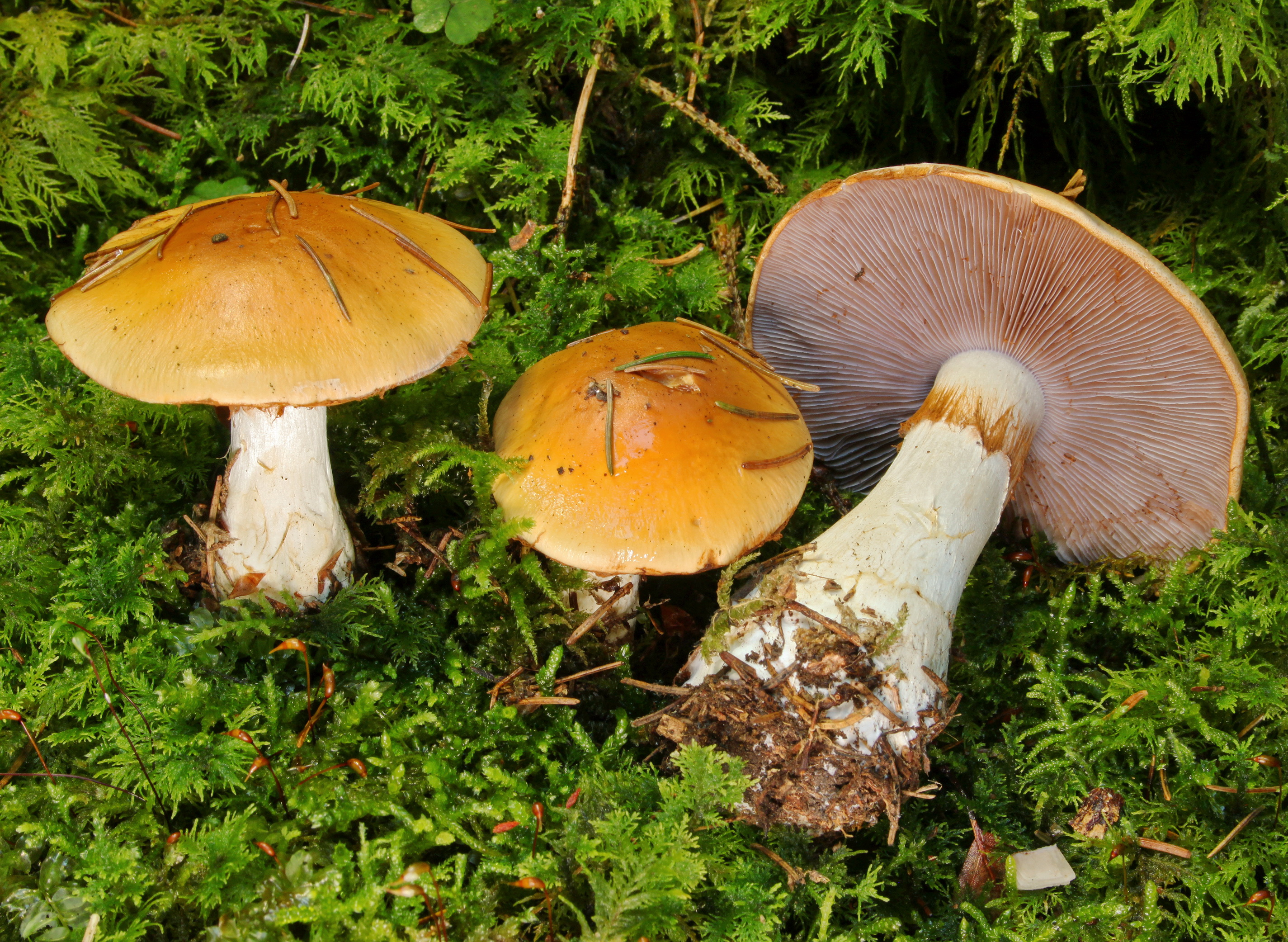
Cortinarius varius
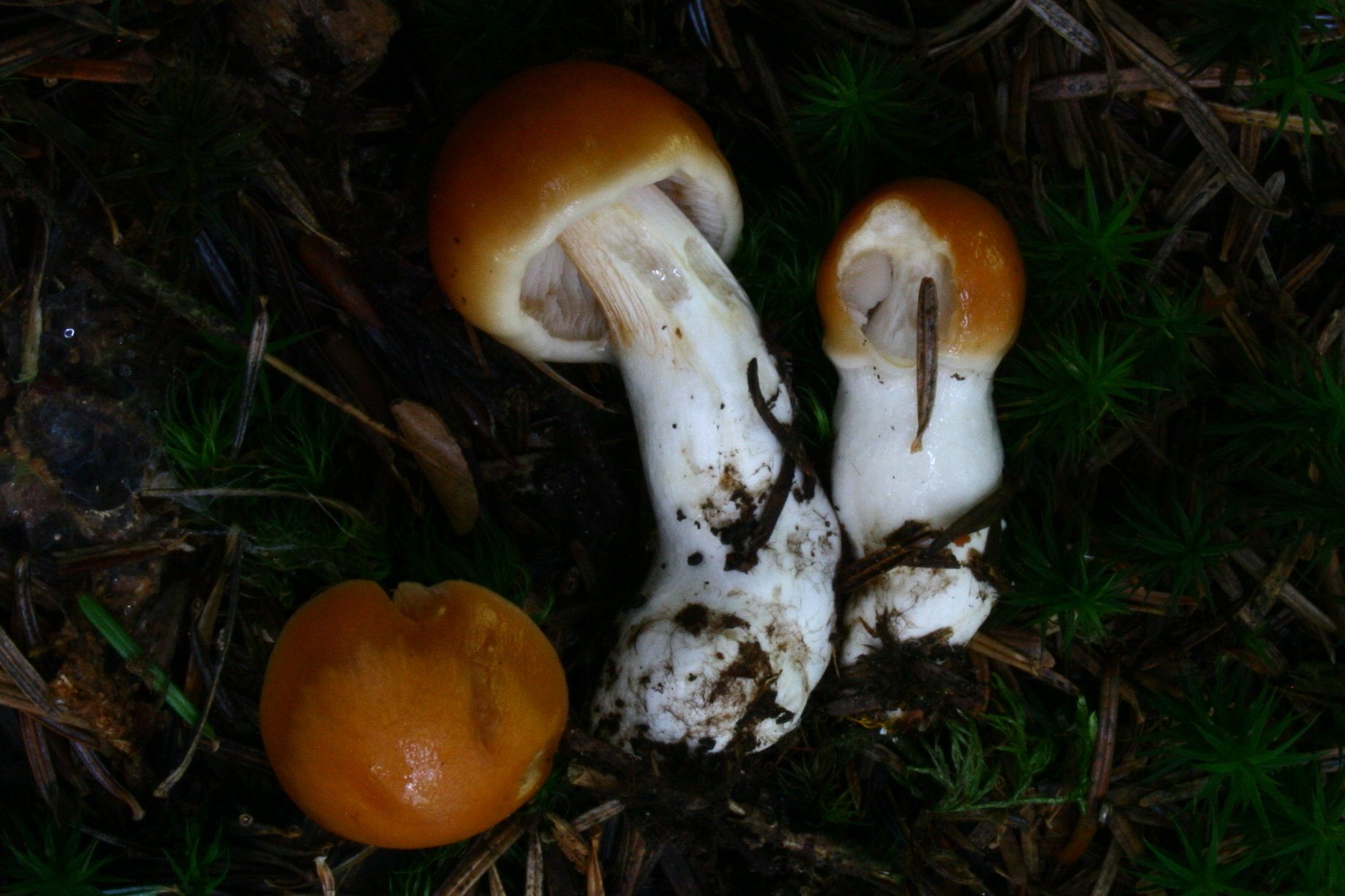
!Cortinarius vibratilis!

## Valorificare
Această ciupercă este destul de gustoasă și poate fi preparată ca hreanul pădurii. Este de menționat că cuticula trebuie îndepărtată, pe de o parte pentru a nu murdării alte specii în coș, pe de alta pentru că este adesea amară.